# Hooghuis (Sint-Katelijne-Waver)

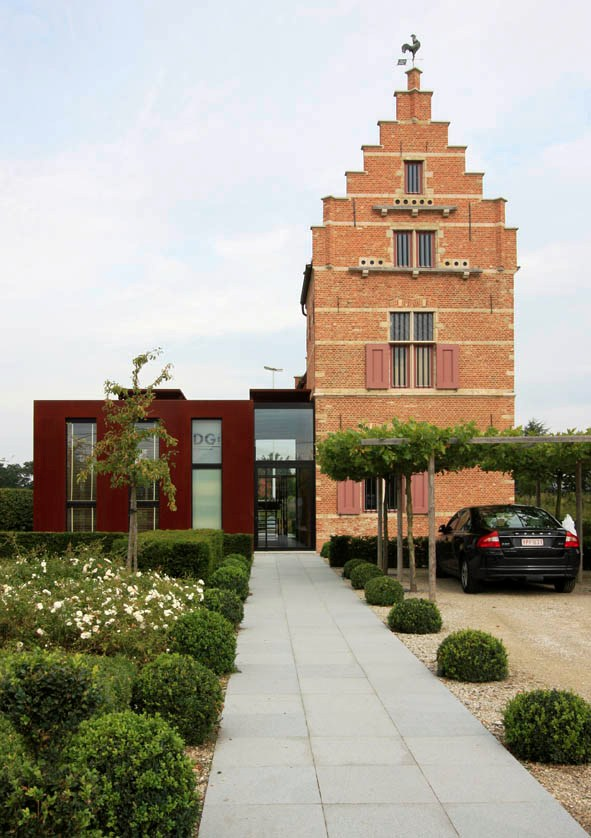
Hooghuis, noordoostelijke gevel

Het Hooghuis is een bouwwerk in de tot de gemeente Sint-Katelijne-Waver behorende wijk Pasbrug-Nieuwendijk, gelegen aan de Mechelsesteenweg 200.

## Geschiedenis
Het Hooghuis werd vermoedelijk omstreeks 1500 opgetrokken. Het was een onderdeel van een hoeve. Waarschijnlijk werd gedurende de 17e eeuw een lager gebouw aangebouwd dat mogelijk een stookplaats of keuken was. Dit werd in de 18e en 19e eeuw herhaaldelijk gewijzigd, het laatst in 1876.
In 2006 werd het Hooghuis gerestaureerd.

## Gebouw
Het gebouw is opgetrokken in baksteen en zandsteen. Het bestaat uit een torenachtig gedeelte uit de 16e eeuw en een iets lager 17e-eeuws zuidwestelijk gedeelte. Beide delen hebben een trapgevel. In de noordostelijke trapgevel (van het torengedeelte) zijn duivengaten aangebracht. Het torengedeelte is voorzien van een deur in rococostijl.